# Galápagosskarv
Galápagosskarv (Nannopterum harrisi) är en fågel i familjen skarvar inom ordningen sulfåglar. Den förekommer som namnet avslöjar enbart i Galápagosöarna och är den enda nu levande arten i familjen som är flygoförmögen. Av den anledningen har den tidigare placerats i ett eget släkte, Nannopterum, men genetiskt står den nära exempelvis den nordamerikanska öronskarven. Arten har ett mycket begränsat utbredningsområde och en liten världspopulation, varför IUCN kategoriserar den som sårbar.

## Utseende och läten
Galápagosskarven är en mycket stor (89–100 cm), omisskännlig mörk skarv. Könen liknar varandra, men hanen är tydligt större. Vingarna är mycket små och tillbakabildade. Ovansidan är nästan svart, undersidan brunaktig. Ögat är turkost. Ungfågeln är glansigt svart med matta ögon. Adulta fåglar yttrar ett lågt morrande läte.

## Utbredning och systematik
Fågeln häckar och lever i Galápagosöarna, utmed kusten på Fernandina och Isabela.

### Släktestillhörighet
Galápagosskarv placerades tidigare som ensam art i Nannopterum på grund av dess unika flygoförmåga, men inkluderades senare i det stora släktet Phalacrocorax. Efter genetiska studier som visar på att Phalacrocorax består av relativt gamla utvecklingslinjer har det delats upp i flera mindre. Nannopterum har då återväckts, men då expanderats till att omfatta även närmaste släktingarna öronskarven och amazonskarven.

### Skarvarnas släktskap
Skarvarnas taxonomi har varit omdiskuterad. Traditionellt har de placerats gruppen i ordningen pelikanfåglar (Pelecaniformes) men de har även placerats i ordningen storkfåglar (Ciconiiformes). Molekulära och morfologiska studier har dock visat att ordningen pelikanfåglar är parafyletisk. Därför har skarvarna flyttats till den nya ordningen sulfåglar (Suliformes) tillsammans med fregattfåglar, sulor och ormhalsfåglar.

## Levnadssätt
Arten häckar vanligen i skyddade områden strax ovan havsnivå på klappersten eller lavasten, mestadels inom 100 meter från strandlinjen. Den häckar i små grupper om endast några par, huvudsakligen under den svalare perioden mellan juli och oktober när tillgången på föda är som störst och risken för värmestress för ungar och ruvande fåglar är som minst. Vissa par verkar häcka endast vartannat år. Fågeln är mycket stationär och är orädd för människan. Den lever av ål, bläckfisk och annan fisk.

## Status och hot
Galápagosskarven har ett mycket begränsat utbredningsområde på två lokaler, vilket gör den mycket känslig för populationsförändringar. Internationella naturvårdsunionen IUCN kategoriserar den därför som sårbar. 2013 uppskattades världspopulationen till 2 080 individer.

## Namn
Fågelns vetenskapliga artnamn hedrar Charles Miller Harris, engelsk samlare av specimen och taxidermist.

## Bildgalleri

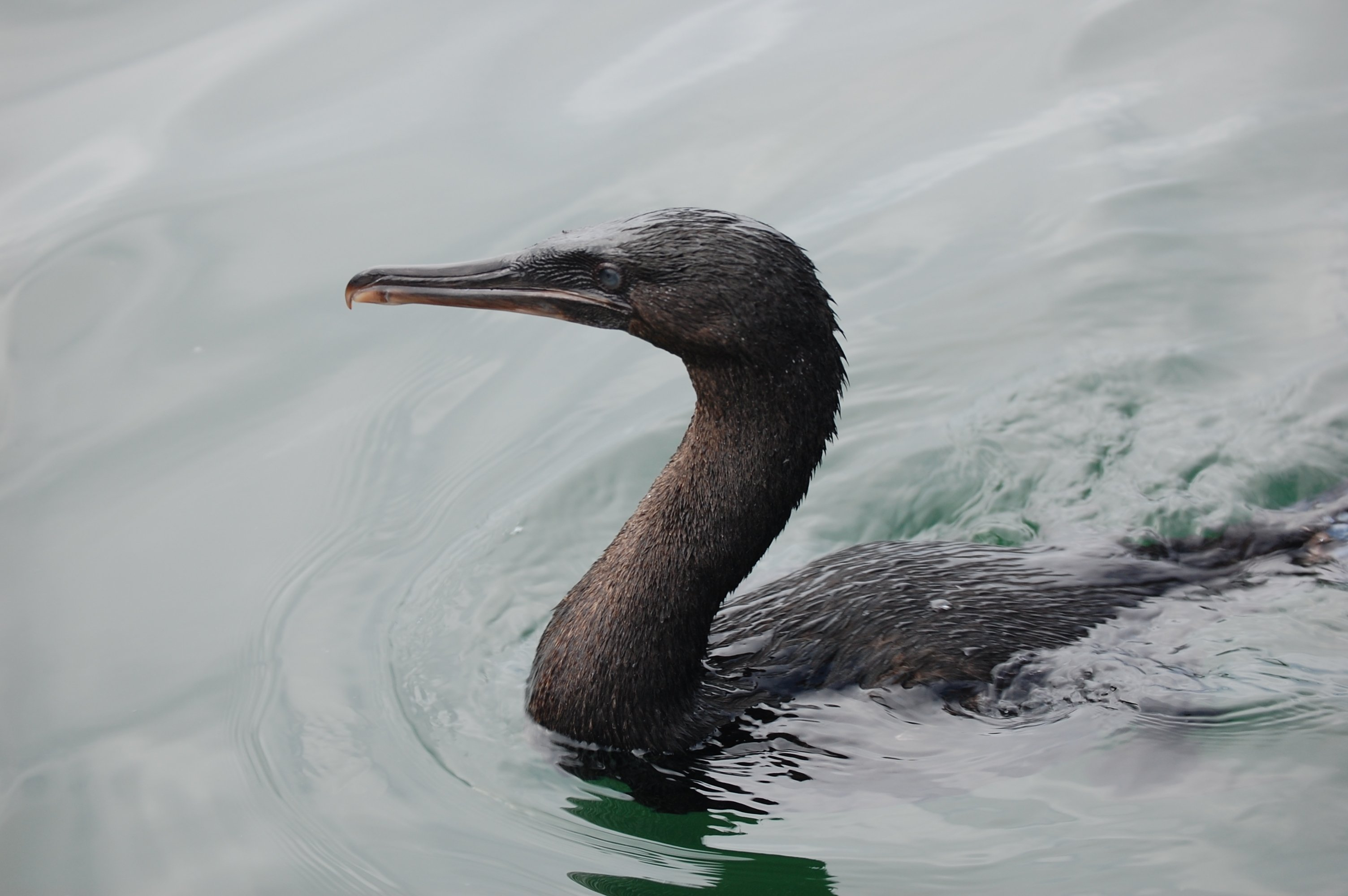
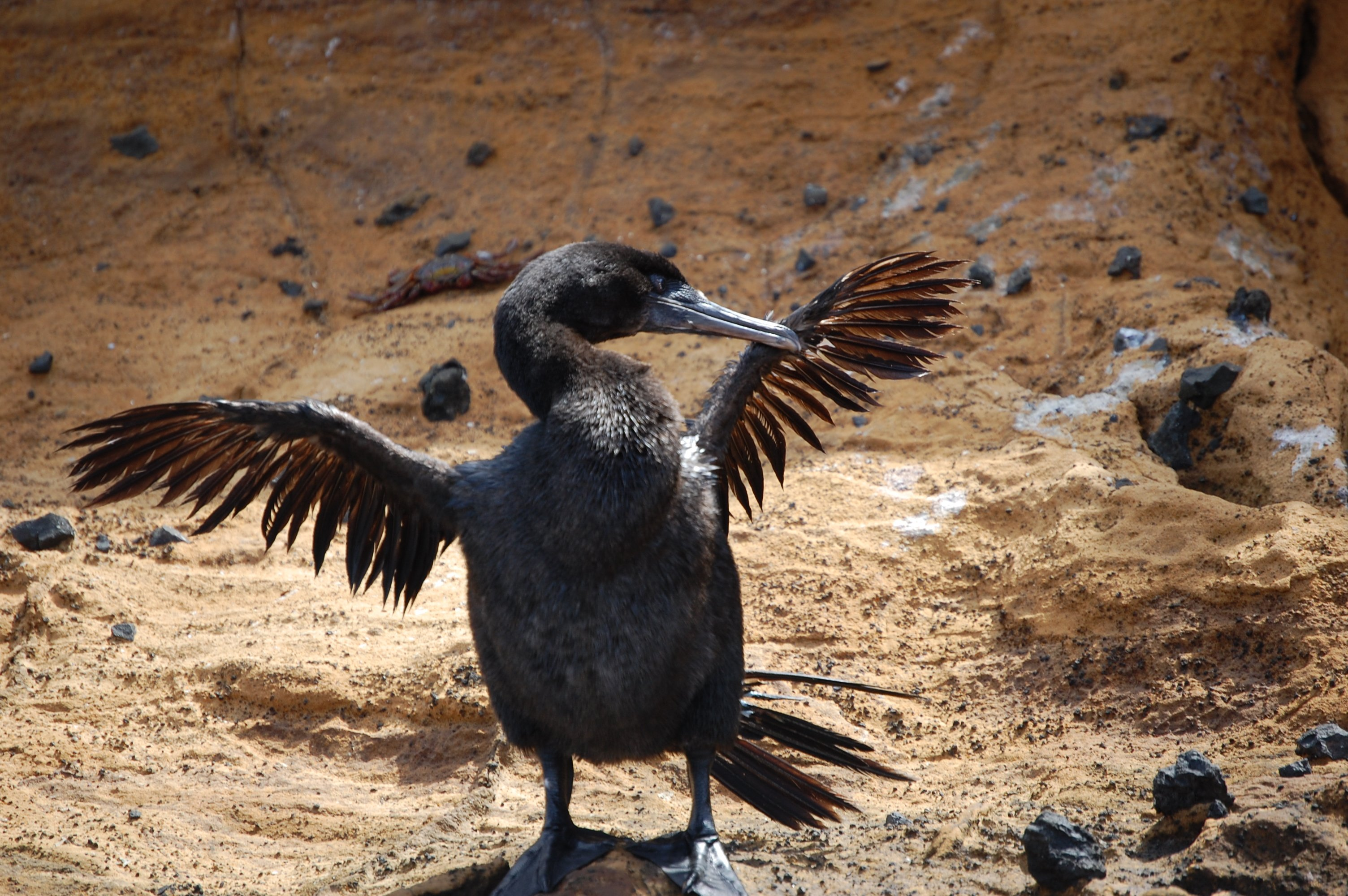
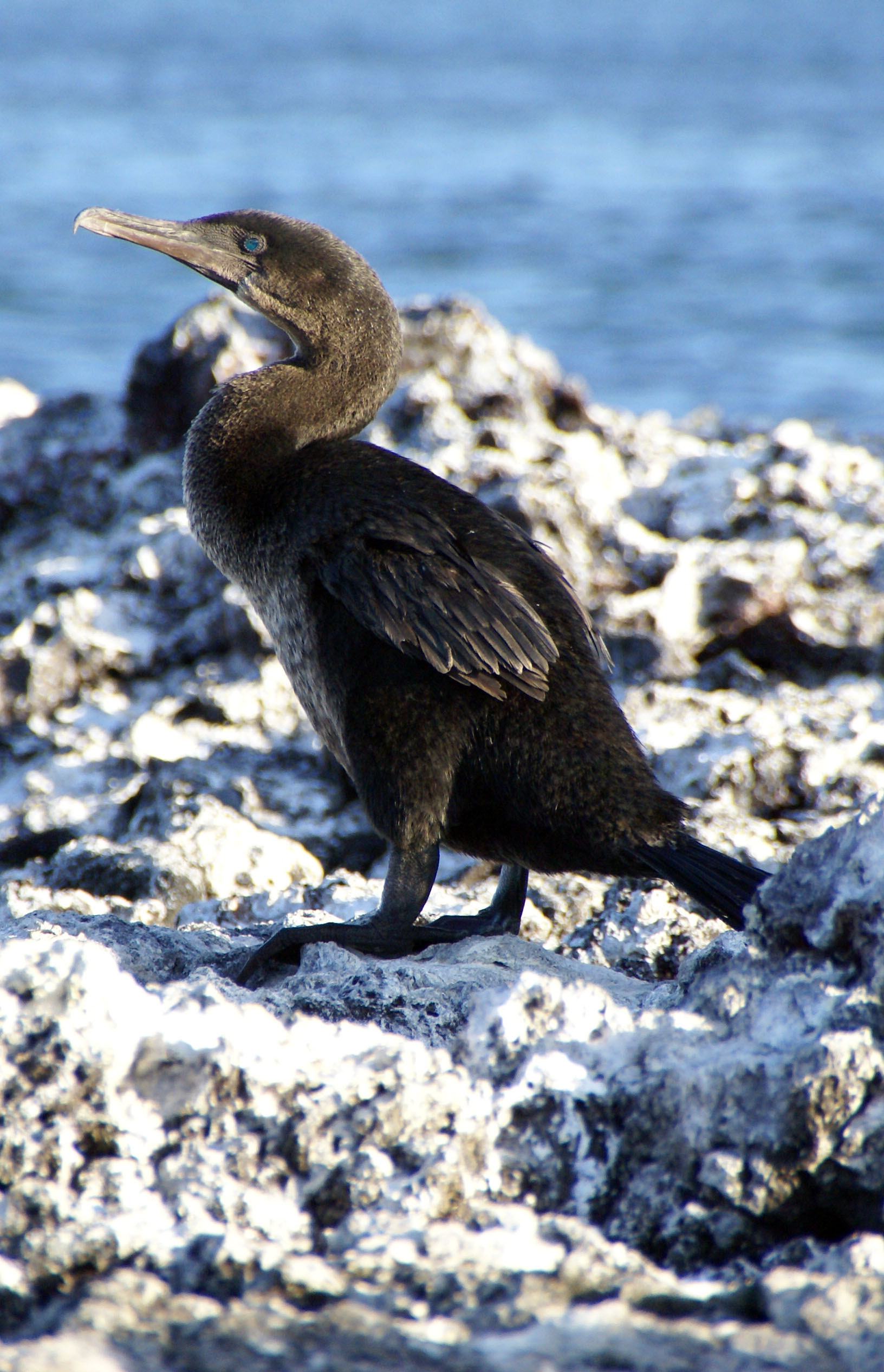